# Georg Friedrich Erdmann Klette von Klettenhof
Georg Friedrich Erdmann Klette von Klettenhof (ur. 20 lutego 1766 r. w Kamionkach, zm. 24 marca 1846 r. w Opawie) – śląski ewangelicki szlachcic.

## Życiorys
Studiował na Uniwersytecie w Halle. W 1790 r. kupił majątek Grodziszcz. 20 września 1792 r. został awansowany do stanu szlacheckiego, a 11 października 1795 r. poślubił Caroline Beatta Parchwitz z Merkersdorf. Działał jako kurator zboru ewangelickiego (tj. świecki przywódca, kolator) ewangelików w Kościele Jezusowym w Cieszynie. Opublikował profesjonalne artykuły na temat koniczyny i hodowli bydła w brneńskim czasopiśmie „Patriotische Tageblatt”. Z okazji stulecia Kościoła Jezusowego opublikował w 1809 r. w Brnie pamiętniki; jego polska wersja została opublikowana w Cieszynie w tym samym roku. Zmarł w Opawie, gdzie również został pochowany.